# Peet Marais
Pour les articles homonymes, voir Marais (homonymie).
Pas d'image ? Cliquez ici

a Compétitions nationales et continentales officielles uniquement.

Dernière mise à jour le 14 septembre 202.
Peet Celliers Marais (né le 31 octobre 1990 à Welkom en Afrique du Sud) est un joueur sud-africain de rugby à XV jouant au poste de deuxième ligne.

## Biographie
Il est le frère cadet de Jandré Marais, qui joue à Bordeaux Bègles.
Il est contraint de mettre un terme à sa carrière en juin 2021, après une blessure à l'avant-bras.

## Carrière
- 2011-2014 : Natal Sharks ( Afrique du Sud)
- 2014-2021 :  CA Brive ( France)